# Yeferson Paz
Yeferson Paz Blandón (Carmen del Darién, Chocó; 13 de junio de 2002) es un futbolista colombiano. Juega como lateral y su equipo actual es la U. S. Sassuolo de la Serie A italiana.

## Carrera en clubes
Empezó su carrera en Cortuluá, jugó un total de 23 partidos en la Categoría Primera B antes de trasladarse a Italia.
En 2021 es fichado por el U. S. Sassuolo Calcio, siendo enviado al equipo juvenil. En agosto de 2022 es cedido al A. C. Perugia Calcio.

## Palmarés

### Campeonatos nacionales
| Título  | Club           | Año     |
| ------- | -------------- | ------- |
| Serie B | U. S. Sassuolo | 2024–25 |